# This Is a Call
This Is a Call е първата песен от дебютния албум на групата Фу Файтърс, която донася успех на Дейв Грол и компания. Тя достига десета позиция в Рок-чарта и се очертава като една от многото хитови песни на групата, която впоследствие издава още четири студийни албума, също с голям успех.